# Борис Михайло Олексійович
Михайло Олексійович Борис (12 червня 1941, с. Гошів, Калуський район, Івано-Франківська область – 24 червня 2021, ) – письменник, журналіст, краєзнавець, член Національної спілки журналістів України.

## Життєпис
Михайло Олексійович Борис народився 12 червня 1941 року в селі Гошів. Навчався в Гошівській семирічній школі. Середню освіту здобув у Болехівській школі робітничої молоді.
З 1960 по 1963 рр. служив в армії. Під час служби в армії був редактором стінгазети роти, в якій служив.
Після служби в армії працював екскаваторником на цегельному заводі в Болехові, потім – помічником бурильника. Пізніше – вчителем праці в Одиницькій школі.
Через чотири роки почав працювати фотографом у цеху науково-дослідних і виробничих робіт НГВУ «Долинанафтогаз.
1970-1976 рр. навчався на заочному відділенні факультету журналістики Львівського державного університету імені Івана Франка.
З червня 1972 року по лютий 1981 працював на посадах старшого літпрацівника, завідувача відділу листів і народного господарства, заступника редактора районної газети «Червона Долина».
З 1975 року був членом Національної спілки журналістів України.
У 1981 році переведений на роботу старшим кореспондентом обласної газети «Прикарпатська правда».
У 1986 році призначений редактором багатотиражної газети «На вахті» Івано-Франківського управління бурових робіт.
З 1997 по 2003 рік був редактором багатотиражки «Надра і праця» Івано-Франківської обласної ради профспілки працівників нафтогазпрому.
З липня 2000 року по червень 2001 року працював відповідальним секретарем газети «Свіча».
Був членом ради Долинської районної організації Українського товариства охорони пам’яток історії та культури.
Михайло Олексійович був членом клубу краєзнавців, що діє при Долинському краєзнавчому музеї Тетяни і Омеляна Антоновичів «Бойківщина».
Помер Михайло Борис 24 червня 2021 року.

## Творчість
Михайло Борис збирав народні пісні, бувальщини, історичні події. На їх основі написав художньо-документальні повісті: «Невільниця Софія» (1992), «Вірність клятві» та «Гомін волі».
У 1993 році вийшла книга про історію Гошівського монастиря «Сяйво Ясної гори».
Є автором двохтомника «Нескорена Долинщина: літопис визвольних змагань», упорядником, автором передмов, історичних довідок й окремих матеріалів двох книг-літописів.
Михайло Борис був технічним редактором монографії «Історія Долини», що вийшла друком 2015 року.
Започаткував серію «Міста і села Долинщини», в якій вийшли книги «Вигода» і «Тяпче». Під його редакцією вийшли книги «Обереги нашої спадщини» та «Скрижалі пам’яті».
У 2009 р. вийшла друком його книга «Скарби землі Долинської» – нариси з історії солеваріння Долини та історії долинської нафти і газу.
2012 року видав ілюстрований історичний нарис «Під покровом Богородиці. Гошів», у 2014 році вийшла книга прози «Люди і долі».
Видав фотоальбоми «Від глибини Карпат до надр Сибіру», «Долинському нафтопромисловому району – 50», «Долина», «Долинщина».

## Нагороди
У 2005 році йому було присуджено обласну премію імені Івана Вагилевича.
У 2017 році Михайлу Борису присвоєно відзнаку Долинської міської ради «Орден імені Мирослава Антоновича».

## З творчого доробку
1. Борис М. Вигода : іл. іст. нарис / Михайло Борис. – Брошнів : Таля, 2004. – 76 с. : іл. – (Міста і села Долинщини).[1]
2. Борис М. Від глибин Карпат до надр Сибіру : фотоальбом / Михайло Борис – Київ : Радянська Україна, 1991. – 32 с. : іл.
3. Борис М. Вірність клятві : повість / Михайло Борис // Антологія краю. Долина, Болехів, околиці. – Львів, 2000. – С. 162–218.
4. Борис М. Вірність клятві : повість / Михайло Борис. – Брошнів : Таля, 1999. – 48 с.
5. Борис М. Гомін волі : худ.-док. повість / Михайло Борис. – Івано-Франківськ : Нова Зоря, 2006. – 280с. : іл.[2]
6. Борис М. Долина : фотонарис / Михайло Борис. – Брошнів : Таля, 2001. – 42 с. : іл.
7. Борис М. Долинщина : фотоальбом / текст і світлини Михайла Бориса. – Брошнів : Таля, 2003. – 130 с. : іл.[3]
8. Борис М. Люди і долі : повісті, оповідання, новели / Михайло Борис. – Брошнів : Таля, 2014. – 312 с.[4]
9. Борис М. Невільниця Софія : повість з народних вуст / Михайло Борис. – Івано-Франківськ : Просвіта, 1992. – 78 с.
10. Борис М. Під покровом Богородиці. Гошів : іл.-іст. нарис / Михайло Борис. – Брошнів : Таля, 2012. – 288 с. : іл.[5]
11. Борис М. Постріл на Спаса : (новела) / Михайло Борис // Юсип Д. «Франкова Кузня» доби дисидентів-шістдесятників / Дмитро Юсип. – Івано-Франківськ, 2019. – С. 418–419.
12. Борис М. Скарби землі Долинської : нариси з історії Долини / Михайло Борис. – Брошнів : Таля, 2009. – 180 с. : іл.[6]
13. Борис М. Сяйво Ясної Гори : іст.-публіц. нарис / Михайло Борис. – Івано-Франківськ : [Б. в.], 1993. – 76 с. – (Бібліотека журналу «Перевал»).
14. Борис М. Терниста дорога життя : (сповідь) / Михайло Борис // Юсип Д. «Франкова Кузня» доби дисидентів-шістдесятників / Дмитро Юсип. – Івано-Франківськ, 2019. – С. 406–417.
15. Борис М. Тяпче : історія, спогади, світлини / Михайло Борис. – Брошнів : Таля, 2004. – 192 с. : іл. – (Міста і села Долинщини).[7]
16. Долинському нафтопромисловому району – 50 : фотоальбом / текст, світлини й упоряд. Михайла Бориса. – Брошнів : Таля, 2000. – 36 с. : іл.
17. Нескорена Долинщина. Літопис визвольних змагань : мартирологи, біографії, спогади, документи, фотографії / упоряд. Михайло Борис. – Івано-Франківськ : Нова зоря, 2002. – 550 с. : іл.[8]
18. Нескорена Долинщина. Літопис визвольних змагань : мартирологи, спогади, документи, фотографії / упоряд. Михайло Борис. – Івано-Франківськ : Нова Зоря, 2008. – Кн. 2. – 576 с. : іл.[9]
19. Обереги нашої спадщини / під ред. Михайла Бориса. – Брошнів : Таля, 2006. – 192 с. : іл.[10]
20. Скрижалі пам’яті / Долин. районна орг. укр. т-ва охорони пам’яток історії та культури, Долин. міськрада ; [авт. ідеї Ольга Федоришин ; редкол. : В. Гаразд, І. Матіїв, С. Швець та ін.]. – Долина ; [Брошнів] : [Таля], 2016. – 112 с. : іл.[11]
21. Борис М. Великий мученик за Україну : [Володимир Горбовий] / Михайло Борис // Перевал. – 2003. – № 3/4. – С. 85–93.
22. Борис М. Постріл на Спаса / Михайло Борис // Свіча. – 2011. – 28 жовт. – С. 5.